# Anapistula ataecina
Anapistula ataecina е вид паякообразно от семейство Symphytognathidae. Видът е критично застрашен от изчезване.

## Разпространение
Разпространен е в Португалия.

## Описание
Популацията на вида е намаляваща.